# Lao Brewery Company
Die Lao Brewery Company Ltd. (LBC) ist ein Getränkehersteller und betreibt die einzige Brauerei von Bedeutung in Laos, mit Sitz in Vientiane. Das Hauptprodukt ist Bier der Marke Beerlao. Begünstigt durch hohe Importzölle hat Beerlao in Laos einen Marktanteil von 98 % bis 99 %.

## Geschichte
Das Unternehmen wurde 1971 als Joint Venture zwischen französischen und laotischen Geschäftsleuten unter dem Namen Brasseries et Glacières du Laos (BGL) gegründet und nahm 1973 die Produktion auf. Die zwei Produkte waren Bière Larue für den lokalen Markt und "33" export für den Export (Indochina).
Im Zuge der kommunistischen Machtübernahme am Ende des Vietnamkriegs wurde das Unternehmen 1975 verstaatlicht und änderte den Namen in Lao Brewery Company, und lancierte die Biermarke Bière Lao. Die Marke "33" export wurde bis 1990 und Bière Larue bis 1995 weitergeführt, 1995 wurde letztere durch Beerlao ersetzt.
Mit der Einführung einer marktorientierten Wirtschaftspolitik kam es 1985 zu einem erneuten Joint Venture. Die laotische Regierung hatte 49 % der Anteile; 51 % hatten die Loxley PLC und die Italian Thai PLC. Seit 2002 ist Carlsberg Asia am Unternehmen beteiligt, zuerst zu 25 % und ab 2005 zu 50 %. 2005 hatte das Unternehmen 493 Mitarbeiter und wurde mit 56 Millionen US-Dollar bewertet. Das Unternehmen war 2006 der größte Steuerzahler in Laos. Aufgrund der steigenden Nachfrage nach Beerlao eröffnet LBC im Mai 2008 einen zweiten Produktionsstandort in der Champasak Provinz.
LBC verarbeitet Reis aus einheimischer Produktion. Gerstenmalz wird aus Belgien und Frankreich importiert, Hopfen und Hefe aus Deutschland. Die Produktionsmaschinen stammen aus Europa.

## Produkte
Beerlao wird in den Varianten Gold (Lagerbier, 5 % Alkohol), Lager (Lagerbier, 5 % Alkohol), Light (Leichtbier, 2,9 % Alkohol) und Dark (Dunkelbier, 6,5 % Alkohol) angeboten. Als weitere Produkte braut die Lao Brewery Company seit 2005 unter Lizenz Carlsberg (Pilsner, 5 % Alkohol) und seit 2008 Lanexang (Lagerbier, 5,5 % Alkohol). Die Variante Gold als neustes Produkt wird seit Januar 2010 produziert.
Beerlao wird in Flaschen zu 64 cl (Gold und Lager) und 33 cl (Lager, Light und Dark) abgefüllt. Nur Lager wird auch in Dosen zu 50 und 33 cl vertrieben. Ferner wird Fassbier produziert. Beerlao wird in etwa ein Dutzend Länder exportiert (u. a. nach Japan, Frankreich und in die USA).
Das Unternehmen produziert und vertreibt auch Trinkwasser in Flaschen unter der Marke Tigerhead.